# شاروناس بارتاس
شاروناس بارتاس (بالليتوانية :{Šarūnas Bartas} مواليد 16 أغسطس 1964) هو مخرج أفلام ليتواني. أحد أبرز مخرجي الأفلام الليتوانيين على مستوى العالم منذ أواخر القرن العشرين. ترشح لعدة جوائز منها جوائز في مهرجان كان.

## وصلات خارجية
شاروناس بارتاس على قاعدة بيانات الأفلام على الإنترنت
- شاروناس بارتاس في قاعدة بيانات الأفلام على الإنترنت